# Gimje
Gimje (en coreà: 김제시, romanització revisada: gimjese, llegiu: Kimche) és una ciutat de la província de Jeollabuk-do, al sud-est de la república de Corea del Sud. Està situada a uns 160 km al sud de Seül i a 31 km al nord-est de Jeonju. La seva àrea és de 545.06 km² i la seva població total és de 103.446 habitants (2005).

## Administració
La ciutat de Gimje es divideix en 4 districtes (dong), 14 municipis (myeon) i 1 vila (EuP).

## Història
La ciutat ha estat habitada des de fa molt de temps. El regne Baekje va envair i va incorporar molts governs. Després el Baekje li va canviar el nom a Byeogol, però la data no és clara.
Després el regne Baekje va caure sota els regnes de Silla i Tang, i la ciutat va canviar el nom a Gimje.